# Carvoeira (Mafra)
Carvoeira es una freguesia portuguesa del municipio de Mafra, con un área de 8,32 km², una población de 1432 habitantes (2001) y una densidad de 172,1 hab/km².
- Datos: Q1046197
- Multimedia: Carvoeira (Mafra) / Q1046197